# I vot prišёl Bumbo...
I vot prišёl Bumbo... (И вот пришёл Бумбо…) è un film del 1984 diretto da Nadežda Nikolaevna Koševerova.

## Trama
Il film racconta di una ragazza malata, Alexandra, che chiede a suo padre di procurarle un elefante vivente per riacquistare interesse per la vita e curarla.